# Liwale Mjini
Liwale Mjini è una circoscrizione mista (mixed ward) della Tanzania situata nel distretto di Liwale, regione di Lindi. Conta una popolazione di 8 651 abitanti (censimento 2012).